# Colby Fainga'a
Pour les articles homonymes, voir Fainga'a.

a Compétitions nationales et continentales officielles uniquement.

b Matchs officiels uniquement.
Dernière mise à jour le 10 mars 2025.
Colby Fainga'a, né le 31 mars 1991 à Queanbeyan, est un joueur australien de rugby à XV évoluant au poste de troisième ligne avec les Kyuden Voltex.
Il remporte le Challenge européen avec Lyon en 2022.
Il est le frère des joueurs internationaux australiens Saia Fainga'a et Anthony Fainga'a, mais aussi de Vili Fainga'a, international tongien.

## Carrière

### En club
Colby Fainga'a commence sa carrière professionnelle en 2010 dans le Super 14 avec les ACT Brumbies.
En 2013, il s'engage avec les Melbourne Rebels, toujours en Super Rugby pour la saison suivante.
Il quitte le Super Rugby en 2018 pour rejoindre l'Europe et le Pro 14 avec la province irlandaise du Connacht Rugby. Il est élu à l'issue de la saison 2018-2019 dans l'équipe type de la saison de Pro 14.
En février 2020, il rejoint le Top 14 en s'engageant pour deux saisons avec le Lyon OU à partir de la saison 2020-2021,. En 2022, il dispute la finale du Challenge européen, que son équipe remporte face au RC Toulon. 
Non-conservé au terme de son contrat avec Lyon, il rejoint ensuite le club japonais des Kyuden Voltex, qui évoluent en troisième division de League One.

### En équipe nationale
Colby Fainga'a a participé aux éditions 2010 et 2011 de la Coupe du monde de rugby des moins de 20 ans avec l'Australie. Il est capitaine de l'équipe en 2011,.

## Palmarès
- Vainqueur du Challenge européen en 2022 avec le Lyon OU